# Molophilus gemellus
Molophilus gemellus là một loài ruồi trong họ Limoniidae. Chúng phân bố ở miền Australasia.